# ريتشارد جون غارسيا
ريتشارد جون غارسيا (بالإنجليزية: Richard John Garcia)‏ هو كاهن كاثوليكي أمريكي، ولد في 24 أبريل 1947 في سان فرانسيسكو في الولايات المتحدة، وتوفي في 11 يوليو 2018 في مونتيري في الولايات المتحدة بسبب مرض آلزهايمر.